# Schweizerische Gesellschaft für Organisation und Management
Die Schweizerische Gesellschaft für Organisation und Management (SGO) ist ein Verein mit Sitz in Zürich, Schweiz. Ihre Büroräumlichkeiten befinden sich in Glattbrugg in der Gemeinde Opfikon.
Nach Angaben des Vereins vernetzt der Verein Fachleute und Interessierte aus den Themenkreisen Organisation, Management und Leadership.

## Idee und Zweck
Die SGO bietet Aus- und Weiterbildungen an, pflegt den Erfahrungsaustausch unter Mitgliedern und Interessierten, engagiert sich in Forschung und Entwicklung und nimmt eine Brückenfunktion zwischen Wissenschaft und Praxis wahr. Zu diesem Zweck vergibt die SGO Forschungsprojekte an Universitäten und Fachhochschulen. Die SGO publiziert Forschungsergebnisse in Büchern oder elektronischen Medien und führt entsprechende Veranstaltungen durch. Des Weiteren unterstützt die SGO internationale Zertifizierungen in Projektmanagement, Business-Analyse und Prozessmanagement sowie die eidgenössischen Organisatorenprüfungen.

## Geschichte und Aufbau
Die SGO wurde 1967 durch die Initiative von Organisationsleitern verschiedener schweizerischer Firmen und Verwaltungen sowie wissenschaftlicher Institute als Verein mit Sitz in Zürich gegründet. Zu ihren Mitgliedern zählen sowohl Unternehmen als auch Einzelpersonen. Zusammen mit der „ASIO“ (Associazione Svizzera Italiana d’Organizzazione e Management) und der „ASO“ (Association Suisse d’Organisation et de Management) zählt die SGO rund 2300 Mitglieder.
Der Vorstand setzt sich aus 20 Vertretern aus Firmen verschiedener Branchen, öffentlicher Verwaltungen und Hochschulen zusammen. Zur Erbringung ihrer Leistungen bedient sich die SGO einer Geschäftsleitung, geeigneter Aus- und Weiterbildungsinstitute, der Zusammenarbeit mit der SGO-Stiftung und internationalen Kooperationen.

## Aus- und Weiterbildung
Die SGO Business School bietet Aus- und Weiterbildungen in den Themen Organisation, Projektmanagement, Leadership, Change Management, Business-Analyse, Prozessmanagement, Produktmanagement und Mediation an. Darüber hinaus veranstaltet die SGO jährlich verschiedene Weiterbildungsveranstaltungen.

## Forschung und Entwicklung
Seit 1998 hat die SGO Stiftung über 30 Forschungsprojekte unterstützt und begleitet. Die Ergebnisse sind in der Buchreihe uniscope beim Gabler Verlag in 30 Einzelwerken publiziert worden. Gemäss Stiftungszweck werden in jedem Forschungsprojekt junge Talente gefördert und in die verschiedenen Fachcommunities eingeführt.

## Vernetzung
In Specialinterest Groups (z. B. Interessengruppe Business Transformation) werden laufend Best Practices vorgestellt, Erfahrungsaustausch gepflegt und entsprechende Berichte in der Zeitschrift Führung und Organisation (zfo) sowie im Orgportal publiziert.
SGO 62 ist eine Gruppe von Führungspersonen und Generalisten mit langjähriger nationaler und internationaler Erfahrung, welche sich als Jungpensionierte zum Ziel gesetzt haben, Fachthemen weiterzuentwickeln, Mitglieder zu coachen und mit Klein- und Mittelbetrieben Projekte zu realisieren. Dabei bringen sie Erfahrungen aus den Bereichen Verwaltung, Finanzen, Nonprofit-Organisationen, Tourismus, Industrie, Bau u. a. mit ein.

## Internationale Zertifizierungen/Eidg. Organisatorenprüfungen
Über die Zertifizierungsstelle „Verein zur Zertifizierung von Personen im Management“ (VZPM) bietet die SGO internationale Zertifizierungen in Projektmanagement (IPMA), Prozessmanagement (CBPP) und Business-Analyse an. Zusätzlich unterstützt die SGO über den Verein Eidgenössische Organisatorenprüfungen (eop) die entsprechenden Berufs- und höheren Fachprüfungen.